# 昌吉高勒
昌吉高勒，位于中國内蒙古自治区巴彦淖尔市乌拉特中旗西北部的一条干河，属阿尔沙土沟水系，发源于乌拉特中旗巴音乌兰苏木呼和冈嘎东南巴特尔敖包东山，蜿蜒向西北流，经川井苏木、白同嘎查等地，于乌兰呼都格折向北，于甘其毛都镇德日苏嘎查附近从右岸汇入阿尔沙土沟。河长89.4千米，流域面积1192.59平方千米，河道平均比降3.51‰。全河均为干河，只有汛期大洪水时，有水流通过；下游因长期无水，河床不明显。